# Караджа (река)
Караджа́ (Аджибе́й, Дар-Бога́з; крымскотат. Qaraca, Къараджа, укр. Караджа) — маловодная балка на юго-восточном берегу Крыма, на территории городского округа Судак, левый приток реки Карагач. Длина водотока 5,8 километра, площадь водосборного бассейна — 15,0 км².

## География
Исток балки находится под западным склоном горы Кучук-Куба-Тепе в восточной части Главной гряды Крымских гор. В справочнике «Поверхностные водные объекты Крыма» у реки значится 1 безымянный приток, длиной менее 5 километров, на некоторых современных туристических картах (основанных на работах Игоря Белянского) подписан приток Порсук-Дере. Балка пролегает на юг. Впадает в Карагач, образуя с ним Айсавскую долину, в 2,8 километра от устья, водоохранная зона реки установлена в 50 м.